# Scènes de ménage dans un centre commercial
Pour plus de détails, voir Fiche technique et Distribution.
Scènes de ménage dans un centre commercial (Scenes From a Mall) est un film américain réalisé par Paul Mazursky sorti en 1991.

## Fiche technique
- Musique : Marc Shaiman
- Montage : Stuart H. Pappé
- Production : Paul Mazursky
- Société de distribution : Touchstone Pictures
- Budget : 3 000 000 $
- Pays :  États-Unis
- Langue : anglais
- Genre : comédie
- Date de sortie :
  - France : 12 juin 1991

## Distribution
- Bette Midler (VF : Béatrice Agenin) : Deborah Fifer
- Woody Allen (VF : Bernard Murat) : Nick Fifer
- Bill Irwin : Mime
- Daren Firestone : Sam
- Rebecca Nickels : Jennifer
- Paul Mazursky : Dr. Hans Clava